# 北センチネル島

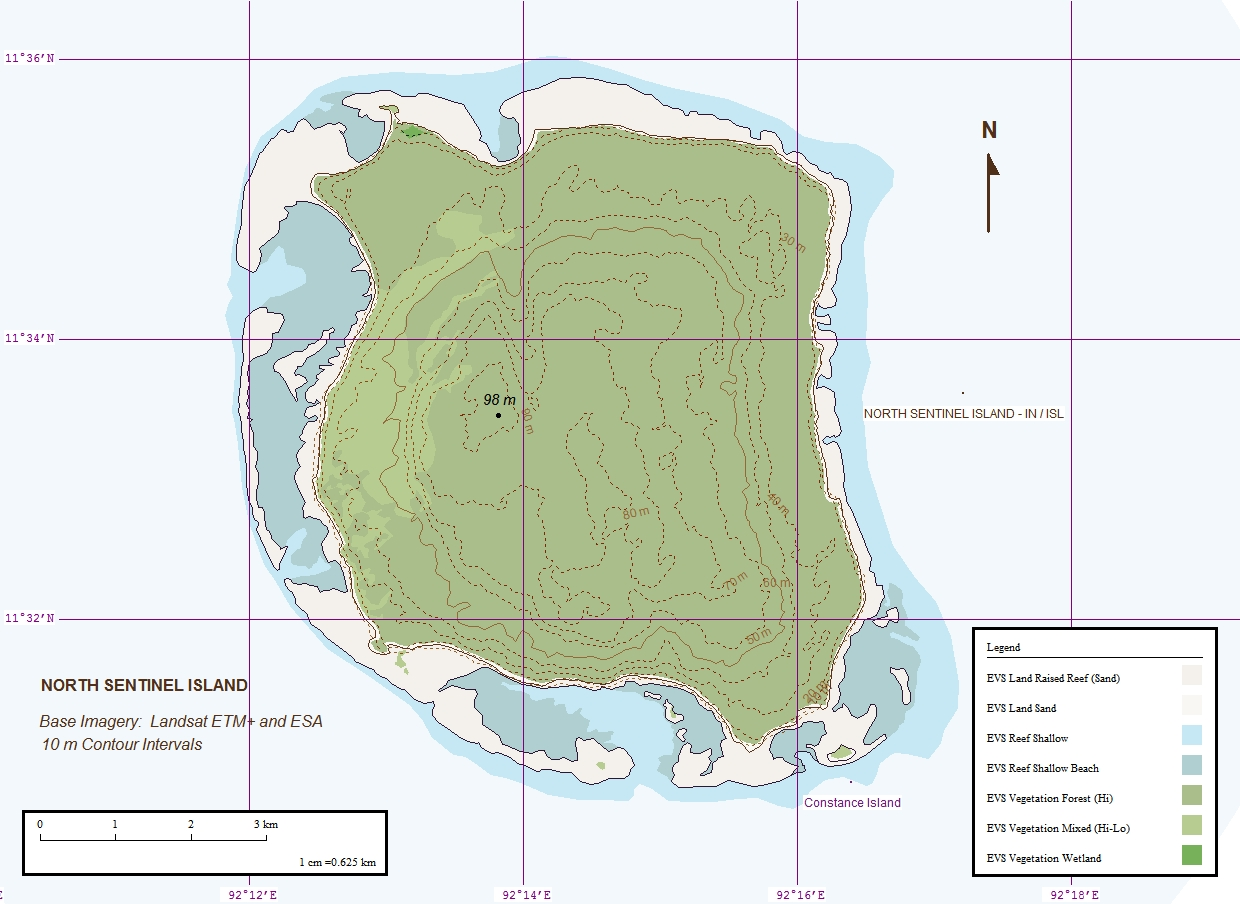
北センチネル島の地図

北センチネル島（きたセンチネルとう、North Sentinel Island）は、インド洋東部ベンガル湾内に所在する未開の島。インド領アンダマン諸島に所在し、南アンダマン島の西約30kmに位置する。この島の先住民であるセンチネル族は、外部との接触を強く拒否しており、行政当局も何度も追い返されている。行政当局は、感染症の流行による民族絶滅の可能性もあるため、干渉しない方針であり（いわゆる非接触部族）、インドの法律で島への接近は禁止されている。

## 概要
島には、センチネル族が50人から400人程度居住していると見積もられている。彼らは、狩猟や沿岸での釣りで食料を確保しつつ、石器時代的な生活を営んでいるとされるが、非常に排他的であり、外部との接触に対して、極めて否定的な態度を取っていることもあり、未だ詳しいことはよく分かっていない。
アンダマン諸島一帯には、センチネル族を含め、多くの先住民族がいたとされ、センチネル族の先祖も太古の昔、外部の人間を含めた他の先住民との交流が多少はあった可能性もあると言われている。しかし、何時からか、それら民族との接触を断って以降は、現代まで外部との接触を、拒んできたと言われている。現代では、少数となったそれら先住民族の血を引く末裔の中にも、センチネル語を理解できる者はいないとされる。
21世紀になってもなお、外部との接触を一切拒否しており、ごく近年でも漂着をしたり、上陸を試みたりした外部の人間が、センチネル族に殺害される事件が発生している。1880年には当時、この地域一帯を支配していた大英帝国の海軍将校が、数人のセンチネル族を島外へ連れ去る事件も起きているが、記録に残る限り、インド国立人類学研究所（AnSI）による1991年の1月・2月の接触時の2度のみ、短時間だけだが友好的な接触を行えたという。船が近づくと彼らは攻撃しようとしたが、ココナッツを海に流すと、彼らは攻撃を止め、それを受け取り船を迎え入れたという。
また、このとき研究班は、攻撃を警戒し、船にライフルを積んでいたが、彼らは金属片と間違えて、それを奪おうとしたこと、他の者が接触を試みた際に攻撃に使用した矢の中に金属製の鏃があったことなどから、石器時代的な生活を営みながらも、金属について知っており、最低限の金属の加工技術も持ち合わせているものと考えられる。恐らくは、漂着した難破船等から金属を取り出し、加工して矢を作っていたものと考えられるが、詳細は不明。
1947年以降、インドの連邦直轄領であるアンダマン・ニコバル諸島に属していることになっており、行政上は南アンダマン県ポートブレア郡（テシル）に含まれる。しかし、インド政府は島民とはいかなる条約も結んだことがなく、事実上島民の主権が認められている状態である。2019年現在、アンダマン・ニコバル諸島自治政府も、センチネル族は現代文明を必要とせず、干渉も求めていないとして、深刻な自然災害や病気の発生がない限りは、干渉しない方針である。
インド政府は、外国人の上陸も認めておらず、島に近付かないよう警告している。2018年の事件に関する報道によれば、インドの少数民族保護法によって、北センチネル島から半径5km以内への立ち入りは違法である。
不介入・上陸禁止の方針は、多くの病気に対する免疫を持たないと推測されるセンチネル族を、危険から遠ざけるためでもある。アンダマン・ニコバル諸島自治政府は、センチネル族が現状を維持できるよう、遠方から島の監視・警備を行っている。
センチネル族についての最初の記録が残っているのは、18世紀以降だが、7世紀頃には既に中国やミャンマーなど、アジア人の船乗りたちによって、アンダマン諸島一帯の島々と、それらに住む他の先住民族と共に、その存在自体は知られていたと言われている。長く外部との接触を拒んできたことから、彼らの言葉を理解できる者も島外にはおらず、それも相まって満足にコミュニケーションも取れないことから、DNA採取等もできないため、詳しい生活実態はおろか、その起源すらも不明である。
また、本島が属するアンダマン諸島一帯は、太平洋戦争中の1942年から1945年まで日本軍が占領しており、本島の近くを度々航行した艦船もあったようだが、当時の日本軍が本島への上陸やセンチネル族と接触したという記録は残っていない。北センチネル島の約50km東には、日本軍の拠点のあったポートブレアが所在し、そこには戦争末期に連合国軍の激しい空襲や艦砲射撃が連日行われたが、それが対岸のセンチネル族に、どのような影響を与えたかも不明である。

## 地理
島の面積は約59km2。
2004年のスマトラ島沖地震発生まで、島の形状は約72km2のほぼ正方形であり、サンゴ礁に覆われていた。海岸周囲の等高線が狭く、狭い砂浜のすぐ先で標高20mほどになる。その後も徐々に標高が高くなり、最高地点は標高122mである。地震発生によりプレートが傾いた影響で1・2mほど隆起し、周囲のサンゴ礁が露出した。島の大部分は森林で覆われているが、海岸沿いの一部で人工的に木を伐採した痕や打ち捨てられた集落の跡が見られる。

## 歴史
さまざまな研究から、センチネル族は数万年前（最も古い見積もりでは6万年以上前）にアフリカから移住してきたと考えられている。センチネル族の話すセンチネル語は、アンダマン諸島に住む他の部族の言語（アンダマン諸語）と大きく異なるとされ、数千年の間、他の島と交流せずに暮らしてきたとも考えられている。

### 18世紀 - 20世紀
18世紀にイギリス人がこの島を訪れた。
1880年に、当時の統治国であるイギリスが初めて島を探検、住人6名を捕え、ポートブレアに連行しているが、2名が病死したため、残りは島に戻された。このことがセンチネル族の外部への攻撃性を高めたという指摘もある。

### インド独立後
20世紀後半、インド政府はアンダマン諸島の先住民族との接触を進めた、その一環として、この島の住人であるセンチネル族との接触も試みられてきた。しかし、その試みの多くは、海岸から矢や槍を放たれて拒絶された。

#### 唯一の「友好的な接触」
1991年、インド国立人類学研究所（AnSI）の人類学者を含むチームが2度にわたり、住人と接触した。2018年の記事によれば、これが唯一の「友好的な接触」であったとされる。チームに参加していたAnSIの研究員であるマドゥマラ・チャトパディヤエによれば、1991年1月に行われた1度目の訪問では、弓を携えた住人たちに出迎えられたものの、チームがボートから彼らに向けて流したココナッツを回収した。
弓矢を構えた若い男性の住人もいたが、ココナッツを受け取りに来るよう（アンダマン諸島の他の民族の言語で）呼びかけたところ、隣にいた女性に促されて矢を降ろし、ココナッツを拾った。何人かの男性はボートを触りに来た。その行動は、私たちを恐れていないことを示していると思われる。また、チームは砂浜に上陸した。ただし、住人たちが村にチームを案内することはなかった。
1か月後、より多くの人数のチームで島を訪問したところ、住人たちは武器を携えずに出迎えた。チームが浮かべたココナッツが受け取られ、住人たちはやがて船に上がり込んでココナッツを袋ごと持って行った。一方で彼らの装身具（葉でできたもの）を手に取ることは拒絶された。その数か月後、3度目の訪問が実施されたが、悪天候のために砂浜に住人は出ておらず、接触は失敗した。

#### 不干渉への方針転換
1991年の接触の後、当局の方針は転換した。島民は、多くの病気に対する免疫を持っていないと考えられる。同じアンダマン諸島に住む未接触部族であったジャラワ族は、外部との接触が増えた結果として伝染病の流行に苦しみ、社会が崩壊した。こうしたことを踏まえて、センチネル族に対しても積極的に接触を試みないことになり、政府の交流プログラムは1996年に中止された。
2004年のスマトラ島沖地震に際しては、安否確認のために訪れたヘリコプターに対して、矢を放つ姿が確認された。
2006年には、カニの密漁をしていたインド人2人が、寝ている間にボートが流され、北センチネル島に漂着した結果、矢を射られ殺害された。インド政府は、2人の遺体を回収しようとヘリコプターを派遣したが、住民から矢と投げ槍で攻撃されたため、遺体は回収することができなかった。殺人事件であるが、島が「現代社会の一部ではない」として、警察の捜査もされず、放置されている。

### 近況

#### 2018年の宣教師殺害事件
2018年11月16日には、漁船を雇って、島にカヌーで単身接近し、住民をキリスト教に改宗させるために上陸しようとした、自称・冒険家の宣教師であるジョン・アレン・チャウ（アメリカ合衆国ワシントン州在住で、中国系アメリカ人の26歳男性）が、住民に弓矢を射掛けられ、傷を負った所を首に縄をかけられて死亡した。チャウは、終末思想を奉じる福音派の教団に属しており、地上のすべての国々の民にキリストの教えを伝える、という宗教的信念に基づいての行動とみられる。
チャウは、観光査証でインドに入国し、アンダマン・ニコバル諸島への入域許可も得ていたというが、この島への接近・上陸は違法行為である。インド政府は宣教師に協力した漁師たちとエンジニア1名、計画に携わった別の宣教師1名の合計7名を「過失殺人」の罪で逮捕した。チャウの行動は、インドの法律に違反した不法侵入であることや、一方的なアプローチが先住民族の権利を侵害するもので（2007年の「先住民族の権利に関する国際連合宣言」には、未接触部族が孤立して暮らす権利を支持している）、「見当違い」な「思想の押し付け」であると、欧米メディアでも総じて批判的に報じられている。

#### 島への「脅威」
現代文明との接触を拒絶する特異な島の存在は、インターネットの発達によって次第に知られるようになり、2018年の宣教師殺害事件（チャウは「驚くべき愚行」によって死亡した人物を揶揄的に「顕彰」するダーウィン賞が授与された）は、これを加速させた。
温暖なアンダマン・ニコバル諸島では、ポートブレアを中心としてリゾート地化が進んでおり、旅行者（中には日本人も含まれるという）がこの「特異な」島に興味を示して接近しようと試みる動きもみられるようになった。近隣の漁民を高額な報酬で雇い、島が遠くに視認できる距離まで接近するという。アンダマン・ニコバル自治州政府は、この島が「観光資源」にならないよう腐心しており、地元警察やインド沿岸警備隊は監視態勢を強化している。
ソーシャルメディアの拡大とともに、インフルエンサーがフォロワー獲得のために島への接近・島民との接触を図る事例も発生している。2025年には、アメリカ人YouTuberが島に上陸して逮捕されたが、この人物は「スリルを求める者」であると称し、上陸時の様子を録画していた。先住民保護団体「サバイバル・インターナショナル」の広報担当者は、ソーシャルメディアは未接触民族に対する脅威に加わっていると述べている。
現在も、北センチネル島への上陸者をインド警察は逮捕している。